# أطفال الكابتن جرانت
أطفال الكابتن جرانت (بالفرنسية: Les Enfants du capitaine Grant)، (بالإنجليزية: In Search of the Castaways) هي رواية من تأليف الروائي جول فيرن صدرت بين عامي 1867–1868. وتسمى أيضا في البحث عن المنبوذين.